# Journal of Optimization Theory and Applications
Journal of Optimization Theory and Applications is een internationaal, aan collegiale toetsing onderworpen wetenschappelijk tijdschrift op het gebied van de
toegepaste wiskunde en operationeel onderzoek.
De naam wordt in literatuurverwijzingen meestal afgekort tot J. Optim. Theor. Appl. Het tijdschrift wordt uitgegeven door Springer Science+Business Media en verschijnt maandelijks.
Het eerste nummer verscheen in 1967.